# Matsucoccus acalyptus
Matsucoccus acalyptus är en insektsart som beskrevs av Herbert 1921. Matsucoccus acalyptus ingår i släktet Matsucoccus och familjen pärlsköldlöss. Inga underarter finns listade i Catalogue of Life.